# Hema jezik
Hema jezik (ISO 639-3: nix; congo nyoro, hema-sud, kihema, nyoro, runyoro, southern hema), nigersko-kongoanski jezik kojim u Demokratskoj Republici Kongo govori 125 000 ljudi (2000), u provinciji Orientale, distrikt Ituri (teritoriji Irumu i Djugu). Pripadnici etničke grupe (Južni Hema) pripadaju istoj skupini kao i Sjeverni Hema, ali njihovi sjeverni rođaci govore jezikom lendu [led]).
Hema pripada podskupini nyoro-ganda (J.10) i centralnim bantu jezicima zone J. Njegov dijalekt toro (orutoro, tooro), nije isto što i tooro [ttj] jezik iz Ugande. 

## Vanjske poveznice
- Ethnologue (14th)
- Ethnologue (15th)